# Suvarnabhumi Lufthavn
Suvarnabhumi lufthavn (thailandsk: ท่าอากาศยานสุวรรณภูมิ; Udtales su-wan-na-puum) (IATA: BKK, ICAO: VTBS), også kendt som (Nye) Bangkok International Airport, er hovedlufthavnen i Bangkok, Thailand. Efter mange forsinkelser blev lufthavnen åbnet for trafik den 28. september 2006.
Lufthavnen er hovedbase for Thai Airways International, Bangkok Airways, Thai AirAsia, mens Cathay Pacific, China Airlines, EVA Air, Air India, Druk Air, Indian Airlines og SriLankan Airlines har en mindre base i lufthavnen.
Suvarnabhumi ligger i Racha Thewa i Bang Phli distriktet i Samut Prakan Province, ca. 25 km øst for Bangkok. Navnet Suvarnabhumi blev valgt af Kong Bhumibol Adulyadej og refererer til kongeriget Suwannaphum som man tror lå et sted i Sydøstasien. Lufthavnens kontroltårn er verdens højeste med 132,2 m og blev designet af Helmut Jahn. Udover det er lufthavnens terminalbygningen verdens næststørste lufthavnsterminal med 563.000 m², kun slået af Hong Kong International Airport med 570.000 m². Den er dog større end Sydkoreas Incheon International Airport med 496.000 m². Suvarnabhumi er en af de travleste lufthavne i Asien. Lufthavnen overtog lufthavnskoden BKK fra Don Mueang, efter at Suvarnabhumi blev byens hovedlufthavn, Don Mueang anvendes fortsat til visse indenrigsflyvninger, som lavpristerminal og til charter.
Suvarnabhumi, der oprindeligt var planlagt til at betjene 40 mio. passager om året, handlede ca. 85 mio. passagerer i 2016. Det er planlagt at udbygge lufthavnen over en 10-årig periode til en kapacitet på 200 mio. passagerer årligt.
I henhold til Global analyse af havniveaustigningsrisiko for lufthavne (oversat fra Global analysis of sea level rise risk to airports), der blev offentliggjort i tidsskriftet Climate Risk Management (dansk: Klima risikostyring) i 2021, har Suvarnabhumi Lufthavn den højeste risiko for kystoversvømmelse ud af 14.000 analyserede lufthavne. Undersøgelsen blev udført af Newcastle University, Storbritannien, baseret på oplysninger om lufthavnenes placering, eksponering for stormflod under nuværende og fremtidige havniveauer, samt deres nuværende oversvømmelsesbeskyttelse.

## Lufthavnsskat
Fra 1. februar 2007 blev lufthavsskatten forhøjet fra 500 baht til 700 Baht (ca. 140 dkk) og den blev inkluderet i billetprisen, hvor den tidligere skulle betales kontant ved udrejse fra lufthavnen.

## Eksterne link
- Wikimedia Commons har flere filer relateret til Suvarnabhumi Lufthavn
- Airports of Thailand Public Company Limited and the page of the Suvarnabhumi Airport Arkiveret 26. september 2007 hos  Wayback Machine

| Luftfart | Spire Denne artikel om flyvning er en spire som bør udbygges. Du er velkommen til at hjælpe Wikipedia ved at udvide den. |